# ولسوالی صبری
قوم صبری
یکی از اقوام پشتون است که عمدتاً در ولایت خوست افغانستان زندگی می‌کند. این قوم یکی از گروه‌های قبیله‌ای اصیل و بومی مناطق شرقی افغانستان به‌شمار می‌رود و در ساختار قبیله‌ای پشتون‌ها، جایگاهی مستقل و معتبر دارد. ولسوالی «صبری» در ولایت خوست نام خود را از همین قوم گرفته‌است.
جغرافیا
مرکز اصلی قوم صبری، ولسوالی صبری در ولایت خوست است. این ولسوالی در شمال شرق خوست موقعیت دارد و با ولسوالی‌های موسی‌خیل، علی‌خیل و اسماعیل‌خیل هم‌مرز است. در کنار ولسوالی صبری، جمعیت‌هایی از این قوم در دیگر بخش‌های ولایت خوست و همچنین در برخی ولایت‌های دیگر مانند پکتیا، ننگرهار و لغمان نیز زندگی می‌کنند.
همچنین تعداد محدودی از صبری‌ها به‌دلیل مهاجرت یا پیوندهای قبیله‌ای، در مناطق قبایلی پاکستان از جمله در شمال وزیرستان و خیبر پشتونخوا سکونت دارند.
نژاد و زبان
صبری‌ها از نظر نژادی به شاخهٔ آریاییِ اقوام هندواروپایی تعلق دارند و مانند دیگر پشتون‌ها، از نوادگان اقوام هندوارانی (آریایی‌های شرقی) به‌شمار می‌آیند. آن‌ها به زبان پشتو سخن می‌گویند و لهجه‌ی رایج میان آن‌ها، لهجهٔ شرقی پشتو است که در مناطق جنوب‌شرق افغانستان رایج است.
ساختار اجتماعی
قوم صبری دارای ساختاری قبیله‌ای و سنتی است. در این ساختار، بزرگان قوم (مشران)، جرگه‌ها، و ارزش‌های پشتونوالی نقش محوری دارند. مردم این قوم به مهمان‌نوازی، شجاعت، وفاداری به قبیله و استقلال‌طلبی شهرت دارند. دین اکثر افراد این قوم اسلام سنی مذهب حنفی است و علما و حافظان قرآن در این جامعه جایگاه بالایی دارند.
گفته میشود که در سال ۱۳۹۰ نفوس این قوم بیشتر از ۸۹۰۰۰ هزار نفر میرسید 
تاریخ
هرچند اسناد تاریخی مکتوب دربارهٔ قوم صبری اندک است، اما منابع شفاهی، نسب‌نامه‌های خانوادگی، و شواهد محلی نشان می‌دهد که این قوم سابقه‌ای طولانی در منطقه دارد. برخی منابع محلی آن‌ها را شاخه‌ای از قبایل زدران یا غلجی دانسته‌اند، اما در ساختار امروزی، قوم صبری به‌عنوان یک گروه مستقل شناخته می‌شود.
در جریان‌های سیاسی و نظامی افغانستان در دهه‌های اخیر، این قوم بیشتر به حفظ سنت‌های محلی و قبیله‌ای خود پرداخته و در امور داخلی ولسوالی خود نقش پررنگی داشته‌اند.
فرهنگ
فرهنگ قوم صبری بخشی از فرهنگ گسترده‌تر پشتون است، با ویژگی‌های بومی خاص منطقه خوست. لباس سنتی، موسیقی محلی، و سبک زندگی روستایی و کوهستانی از ویژگی‌های آن‌هاست. مراسم سنتی مانند عروسی، عزا، جرگه و آیین‌های مذهبی در این قوم با حفظ آداب خاص برگزار می‌شود.
منابع
در حال حاضر، منابع رسمی و مکتوب اندکی دربارهٔ قوم صبری وجود دارد و اطلاعات موجود بیشتر از طریق تاریخ شفاهی، تحقیقات میدانی، و نقشه‌ها و آمارهای دولتی افغانستان به‌دست می‌آید. با این حال، قوم صبری به‌عنوان بخشی از بافت قبیله‌ای شرق افغانستان در آثار قوم‌نگاران و جغرافی‌دانان مورد توجه قرار گرفته‌است.
و هم چنان اشخاص مشهور این قوم احمد میلاد صبری . عبدالواسع صبری ، الیاس صبری و عبدالرافع صبری می‌باشد 
	•	ولسوالی صبری

## منبع‌ها
- مشارکت‌کنندگان ویکی‌پدیا. «Khost Province». در دانشنامهٔ ویکی‌پدیای انگلیسی، بازبینی‌شده در ۴ اسفند ۱۳۹۰ خورشیدی.